# 尼科爾森岩
尼科爾森岩（英語：Nicholson Rock）是南極洲的岩石，位於瑪麗伯德地，處於科克斯海崖以東4.6公里的托尼山東部，美國地質調查局根據測量和美國海軍拍攝的空中照片繪入地圖，現時由南極條約體系管理。